# جان پیرو گاسپرینی
جان پیرو گاسپرینی (انگلیسی: Gian Piero Gasperini؛ زادهٔ ۲۶ ژانویهٔ ۱۹۵۸) بازیکن پیشین فوتبال اهل ایتالیا است که هم اکنون هدایت باشگاه فوتبال آ.اس. رم را برعهده دارد.

## دوران بازی
گسپرینی در سن ۹ سالگی وارد تیم جوانان یوونتوس شد و در طول این مدت توانست به قهرمانی‌هایی از جمله قهرمانی در لیگ جوانان دست یابد. او پس از بازی انگشت شماری در تیم اصلی در کوپا ایتالیا به رجینا قرض داده شد و پس از آن در سال ۱۹۷۸ به پالرمو در سری بی فروخته شد و ۵ سال در آنجا ماند و با پالرمو به فینال کوپا ایتالیا رسید اما در مقابل میلان شکست خورد.
پس از دو فصل در کاوسه در سری بی و پیستویس در سری سی او سرانجام به پسکارا در سری آ نقل مکان کرد.او اولین بازیش در سری آ را در مقابل پیسا بازی کرد که تیمش توانست با نتیجه دو بر یک پیروز شود و یکی از گل‌های تیمش را نیز به ثمر برساند.
در سال ۱۹۹۰ او پسکارا را ترک کرد تا به سالرنیتانا بپیوندد سپس او در سال ۱۹۹۳ و در سن سی و پنج سالگی از فوتبال خداحافظی کرد.

## افتخارات
آتالانتا
- لیگ اروپا(۱): ۲۴–۲۰۲۳

## دوران مربی‌گری

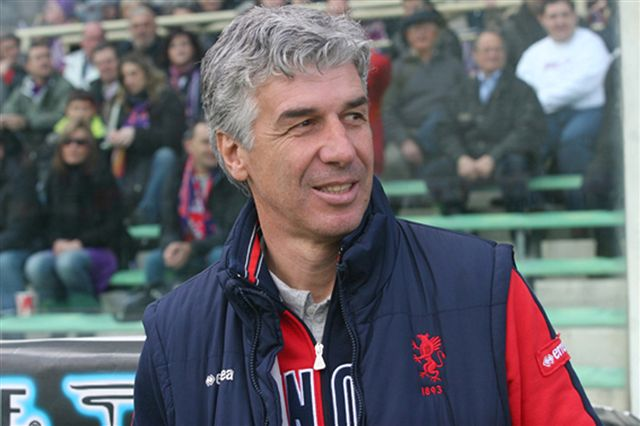
گاسپرینی درحال سرمربیگری جنوا

در سال ۱۹۹۴ گاسپرینی بار دیگر به تیم جوانان یوونتوس ملحق شد اما این بار در سمت مربیگری که دو سال آنجا ماند و در سال ۱۹۹۸ او مربی تیم پریماورا شد.
در سال ۲۰۰۳ گسپ یوونتوس را ترک کرد و به تیم کروتونه در سری سی ۱ پیوست جایی که بی‌درنگ تیمش را به سری بی رساند.
او در طول سال ۲۰۰۴ تا ۲۰۰۵ در هیچ سمتی فعالیت نکرد اما خیلی زود به میادین برگشت و در سال ۲۰۰۶ به جنوا پیوست و تیمش را به سری آ رساند و در سال ۲۰۰۹-۲۰۰۸ او جنوا را به مقام پنجم سری آ رساند و برای اولین بار به لیگ اروپا راه یافت.
پس از جنوا و پس از کش و قوس‌های فراوان او مربی اینتر شد تا در فصل ۲۰۱۱-۱۲ هدایت قهرمان سال ۲۰۰۹-۱۰ اروپا و جهان را بر عهده داشته باشد.

او با بازیکنانی نظیر میلیتو و موتا کار کرده‌است و شیوه مورد علاقه او ۳-۴-۳ می‌باشد و گاسپرینی با شیوه‌های مختلفی در جریان بازی تیمش را هدایت می‌کند که می‌تواند برای هر تیمی مشکل ساز باشد.
گاسپرینی قراردادی یک ساله با اینتر امضا کرد.او در سال ۲۰۱۶ هدایت آتالانتا را برعهده گرفت و توانست در این تیم انقلابی ایجاد بکند که در تاریخ این تیم ماندگار خواهد ماند.او توانست آتالانتا را ۳ بار به لیگ قهرمانان اروپا ببرد.آنها دوبار به مرحله حذفی رسیدند و یک بار هم در همان مرحله گروهی از دور مسابقات کنار رفتند.البته عادت های او در مربیگری باعث شده تا در قامت سرمربیگری عقاب های برگامو نتواند در بازی ها مهم نتایج خوبی به دست بگیرد.
گاسپرینی در تاریخ ۲۳ می ۲۰۲۴ این تیم را برای اولین بار قهرمان لیگ اروپا کرد.